# Fossa di Giava

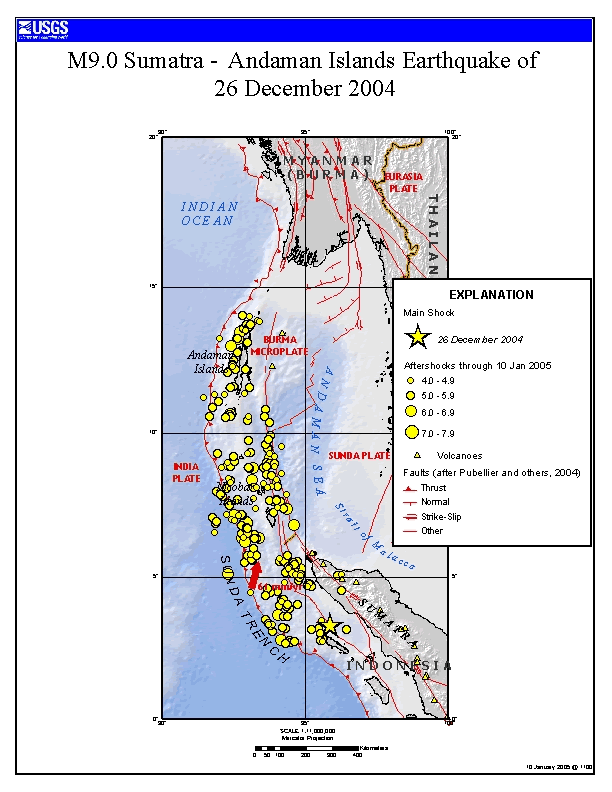
La fossa di Giava e l'attività sismica del 2004 in quest'area. Da:United States Geological Survey

La fossa della Sonda, nota precedentemente soprattutto come fossa di Giava, è una fossa oceanica situata nella parte nordorientale dell'Oceano Indiano e ha una lunghezza di 3 200 chilometri (2 000 mi). La profondità massima è di 7 725 metri (25 344 ft) alle coordinate 10°19'S, 109°58'E, circa 320 km a sud di Yogyakarta) nell'abisso Planet, che costituisce il punto di maggior profondità dell'oceano Indiano.
Si estende per circa 3.200 chilometri lungo il bordo occidentale e meridionale dell'arcipelago indonesiano dalle Piccole Isole della Sonda, passa al di là di Giava, prosegue verso la costa meridionale di Sumatra, le isole Andamane, dalle quali si mantiene ad una distanza di alcune centinaia di chilometri, segnando il confine geologico fra la placca euroasiatica e quella indo-australiana, attraverso la placca della Sonda. La fossa è considerata far parte della cintura di fuoco del Pacifico, come pure di una cintura di fosse oceaniche attorno al margine nordorientale della placca australiana.
Gli studiosi ritengono che l'attività sismica che produsse il terremoto del 2004 nell'area della fossa di Giava, potrebbe portare ad eventi ancora più catastrofici in un periodo di tempo relativamente breve, dell'ordine di qualche decennio o anche meno. Questa minaccia ha portato a stabilire un accordo internazionale per mettere in funzione un sistema di allarme tsunami lungo le coste del l'oceano Indiano.